# Абатство Малон
Абатство Малон (на френски: Abbaye de Malonne) е историческо августинско абатство, в Малон, част от община Намюр, провинция Намюр и регион Валония, Южна Белгия, което се използва в наши дни като образователен и културен център.

## История
Абатството е основано около 651 г. от Свети Бертюн (на френски: Saint-Berthuin), англосаксонски монах – бенедиктинец, който умира в Малон през 698 г. През 1147 г. монасите приемат върховенството на Свети Августин и абатството става част от Августинския орден.
През 1841 г. абатството е предадено на духовната конгрегация Братя на християнските училища. Днес абатските сгради са трансформирани в училищния комплекс, известен под името „Saint-Berthuin“. До 2001 г. в този комплекс има голямо училище-интернат.
Бившата абатска църква е преустроена в енорийска църква и също носи името на Свети Бертюн. Построена е през 17 и 18 век, в бароков стил. В нея се съхраняват част от мощите на светеца, основател на манастира.
От старото абатство са запазени и няколко класически сгради, построени през 17 век, както и параклис.

## Абатска бира Абеи дьо Малон
Едноименната абатска бира „Abbaye de Malonne“ се произвежда от белгийската пивоварна „Brouwerij Haacht“ в Бортмербек (Boortmeerbeek), окръг Льовен, провинция Фламандски Брабант, Централна Белгия в две разновидности: „Abbaye de Malonne Blonde“ – светъл блонд ейл с алкохолно съдържание 6,3 % об. и „Abbaye de Malonne Brune“ – тъмен дубъл ейл с алкохолно съдържание 6,3 % об.